# Lackfi család
A Lackfi család a Hermann nemzetségbeli Dénes fia Lacktól eredő család, amelyik az Anjou-korban emelkedett országos méltóságokra.
A család legtöbb tagja a régi Arad vármegyében, Pécskával szemben, a Maros balpartján fekvő ősi fészkükről, Kerekegyházáról vett előnevet. Ősi címerük a sárkány.

## A család fontosabb tagjai
- Lack (I.), Hermann nemzetségbeli Dénes fia.
1323-ban már az ország főurai közt szerepelt. 1329-ben székely ispán lett. 1339-ben egyszerre csanádi, besztercei és medgyesi főispán volt.
1355 után halt meg.
- Lackfi (I.) István, Lack legöregebb fia. Mindjárt először mint az ország főembereinek tanácskozásában részt vevő fordul elő.
1328-ban ott volt az osztrákok ellen indított hadjáratban.
1330-ban részt vett a szerencsétlen havasalföldi háborúban s a reá bízott sereggel elfoglalta Argyas (ma Curtea de Argeș) várát.
1345-ben a litvánok elleni keresztes hadjáratban is részt vett, mint erdélyi vajda. Itt lovastul elbukott és lábát törte.
1347-ben mint erdélyi vajda és a király tanácsadója, követte I. Lajost a nápolyi hadjáratba. A Durazzói és Tarantói fogoly hercegeket a király reá bízta és Durazzói Károly halálát is ő siettette.
1348 szeptemberében ő vezette a királyi hadakat Nápolyba. Hadjárata valóságos diadalmenet volt, az olasz városok rendre meghódoltak. Johanna férje, Tarantói Lajos pedig városról városra futott előtte. Végül a Nápoly és Aversa közt 1349. június 6-án vívott, véres és elszánt ütközetben Tarantói Lajos főerejét teljesen megtörte. A pápai követek kérésére Lackfi egy évre fegyverszünetet kötött, ő pedig királyához ment jelentést tenni, s a királyt újabb hadjáratra bírni.
1350 áprilisában a király a vitéz vajda hívására csakugyan elindult. Vele volt mindenütt Lackfi is, ahol a legkitűnőbb emberre volt szükség. Aversa ostrománál még ő fővezérkedett.
Érdemeit a király a második nápolyi hadjárat alatt Serra várossal és a san-severinói grófság felével jutalmazta, itthon pedig Csáktornya, Stridó és Simontornya várakat kapta.
1351-ben tótországi és horvát bánná lett. 1354 körül halt meg.
Első feleségének neve nem ismert; 1346-tól második neje Puchaim Ágnes előkelő osztrák hölgy volt. Gyermekei az első házasságból született Dénes, Miklós és Imre, valamint a második nejétől származó László voltak.
- Lackfi Pál, Lack fia:
1355-ben II. Albert osztrák herceg segítségére küldte őt a király 400 íjásszal. Itt a Habsburgiakat zaklató svábokon Tullnnál olyan győzelmet aratott 400 magyarjával, amihez hasonlót Albert ötezer fegyveressel egész esztendőn át sem bírt kivívni. Ennek beismerése mellett fejedelmi ajándékkal bocsátotta haza a herceg, s levélben még Lajos bőkezűségét is kérte számára.
1366-ban Bereg vármegye főispánja volt.
- Lackfi András, Lack székely ispán fia:
Már 1342-ben atyjának utódja volt a székely ispánságban.
1350-ben a második nápolyi hadjárat után, éppen akkor, mikor Lajos király alkalmas helytartóról gondoskodott, mielőtt hazatérne, a hadjáratban Lackfi Andrást saját kérésére kinevezte és hátrahagyta helytartónak. Innen 1352-ben tért haza s a következő évben már erdélyi vajda. Nemsokára macsói bán lett egész 1355-ig, mikor a királyné tárnokmestere lett.
1356-59-ig ismét Erdély kormányát vezeti mint vajda, s még az 1359. évben meghalt.
E főhivataloskodása alatt a szatmári, máramarosi, brassói, soproni és vas vármegyei főispánságot is vezette.
1345-ben  a tatárokat, kik az ország határait háborgatták, három napig tartó ütközetben a legenda szerint Szent László tettleges segítségével tönkre tette.
- Lackfi (I.) Miklós, testvérével, Pállal zempléni főispán volt, mikor a nápolyi hadjáratba követték a királyt.
1350. június 20-án Beneventonál vitézi tettet vitt végbe. A nápolyi hadjáratból hazatérve, Pállal együtt Terebes várának ura Zemplénben.
1357-ben az Egyházi-államban rendezkedő VI. Ince pápa segítségére küldi Lajos sereggel s a pápai seregek a magyaroknak köszönték a győzelmet.
- Lackfi György, András vajda fia, 1392-93. macsói bán.
A krónikás Vajdafi név alatt tette ismertté nevét. Ő volt Hédervári Kont István és társainak csellel kézrekerítője.
- Lackfi Dénes (II.), 1350. a II. nápolyi hadjáratban már főlovászmester, István fia. Miklósnak osztályosa a beneventói ütközetben, hadi kalandokra mindig kész. Somma várának elfoglalásában a koszorús költő lantjára méltó hősi bátorsággal vezette kis csapatát a várfalra.
1359-ben erdélyi vajda, a következő évben székely ispán volt.
1366-ban egyszersmind vidini főparancsnok és temesi főispán is volt.
1365-ben részt vett a bolgár hadjáratban. Fiai III. vagy Simontornyai István és III. Dénes
- Lackfi Miklós (II. v. Döbröközi) I. István fia.
1360 végétől hat éven át székely ispán testvére Dénes után, s 1366. egyszersmind szatmári, máramarosi és ugocsai főispán; 1367-ben erdélyi vajda volt.
1369-ben a székely földről ő vezette az egyik sereget Lajk oláh vajda ellen, hol vigyázatlanul a Jalomica mellett posványos, bozótos helyre került. A sűrűségekben elrejtőzött oláhok itt megtámadták s megverték. Magának a vajdának holttestét nehezen tudták hívei az oláhok kezéből kiszabadítani s Esztergomba vinni, hol a barátoknál eltemették.
- Lackfi Imre (II.), István vajda fia. 1359-1367.
1369 és 1372 közt királyi főlovászmester és erdélyi vajda, 1372 és 1375 közt nádor volt.
Neje volt Nagymartoni Katalin. 

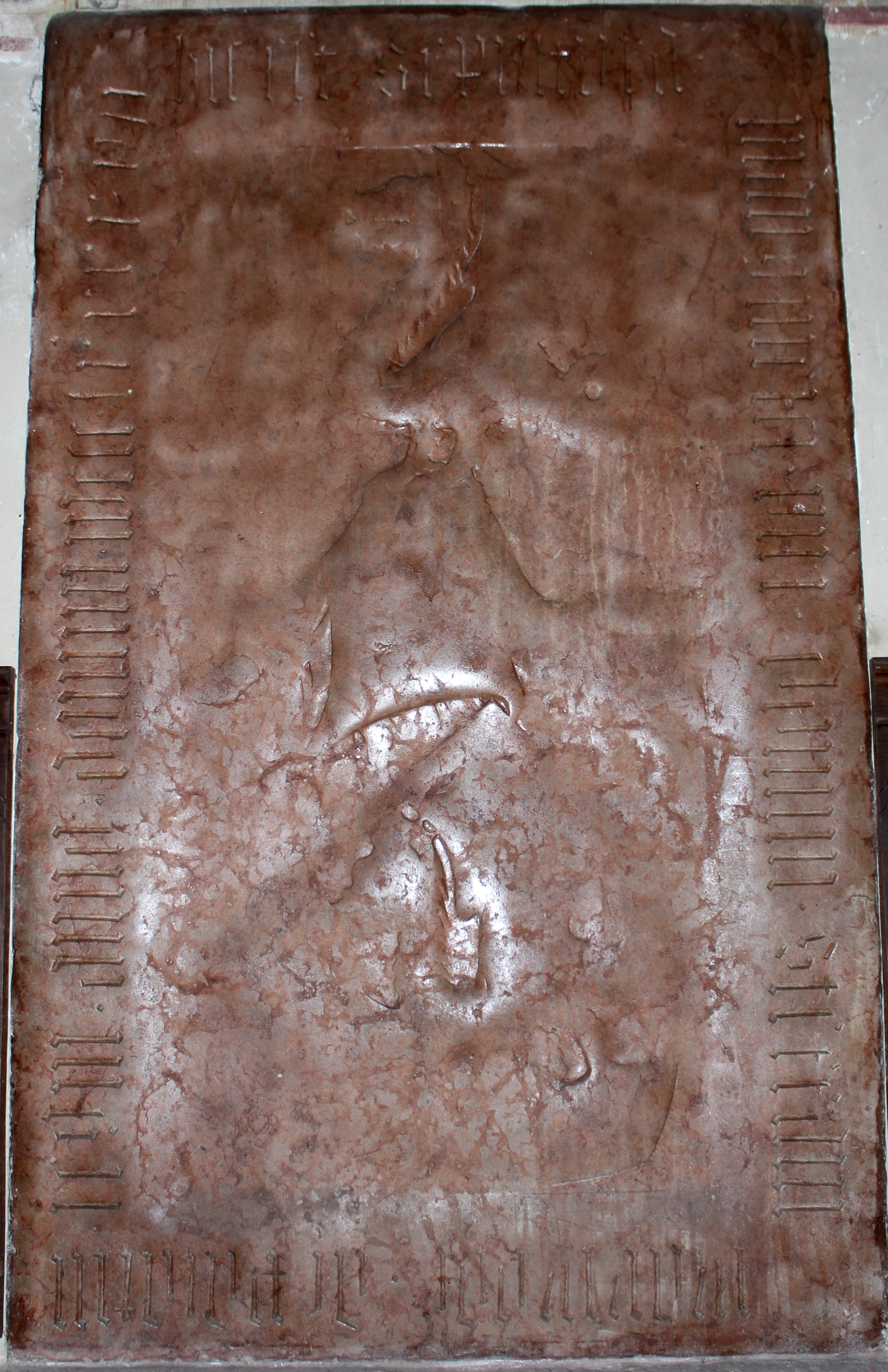
Lackfi István (-1397) erdélyi vajda, nádor sírköve

- Lackfi István (II. vagy Csáktornyai), I. István fia, 1352-ben királyi apród, 1367. székelyek ispánja. 1371. Dalmát- és Horvátország bánja lett. Imre bátyja után 1372-ben erdélyi vajda lett s maradt 1376-ig; eközben a király 1372-73 között, mint főhadvezért Felső-Olaszországba küldte, ahol fogságba is esett. 1383-ban ismét báni címet viselt; 1384-ben a Horváthyak pártütésébe ártotta magát.
1387-ben Budán találjuk, a király ekkor nádorrá és főlovászmesterré nevezte ki. De sohasem volt többé egészen hű az uralkodóházhoz. A nádorságtól megválva, főlovászmester volt 1395-ig.
1396. Nápolyi Lászlónak kortese és helytartója lett s híveket gyűjtött neki. Hűtlenségei dacára el mert menni 1397. február 27-én a körös-krizevai, Zsigmond által összehívott gyűlésre. Pártosaiban azonban hiába bízott, Zsigmond elfogatta s ott helyben fejét vétette, testét pedig a palota ablakán át hívei megrettentésére, ezek közé dobatta. Keszthelyen temették el az általa épített egyházban.
- Lackfi István (III. vagy Simontornyai), II. Dénes fia, 1375-86-ban királyi főlovászmester volt. A másik Istvánhoz hasonlóan megtagadta a Lackfiak jó hírnevét s a nápolyi párthoz csatlakozott. Ő volt az, ki 1386. a Pozsegánál elfogott Horváti Jánosnak alkalmat nyújtott a szökésre. Emiatt teljesen kiesett a királyi udvar kegyéből, és nem is tudott többé oda visszajutni.
1396-1397. Nápolyi László ellenkirály helytartója volt.
- Lackfi László (IV.), I. Miklós fia. Családjának utolsó tagja.
1421-ben Arad vármegyei főispán.

## Az eddig ismert családfa
Hermány (Herman) család
- A1 ismeretlen fiú
  - B1 Dénes
    - C1 László (Lack), Székelyispán, (1323-1359; 1.neje: ismeretlen; 2.neje: (1355-1359) Pósa Margit
      - D1 István Lackfi, (1. házasságból) erdélyi vajda, (+1353); 1.neje: ismeretlen; 2.neje: Puchheim Erzsébet (+1346)
        - E1 Dénes simontornyai Lackfi, (1. házasságból) erdélyi vajda, Temesi főispán, (+1367)
          - F1 István, lovászmester, Nápolyi László helytartója, (+1397. február 27.)
          - F2 Dénes, lovászmester

        - E2 Katalin, (1359-1379); férje: Meggyesi Simon
        - E3 Miklós Döbröközi Lackfi, erdélyi vajda, Szatmár, Máramaros és Ugocsa főispánja, (+1368/1369)
          - F1 András, (1376-1399)
          - F2 Miklós, (*1401)

        - E4 Imre nádor, (1343-1376; neje: Nagymartoni Katalin grófnő
        - E5 István nádor, csáktornyai Lackfi, Nápolyi László magyarországi helytartója; Zala, Veszprém, Komárom és Győr főispánja, (+1397. február 27.; neje: Anna
          - F1 László

      - D2 Imre, (+1336. előtt)
      - D3 Mihály, (1336-1351)
      - D4 Lack, (+1339. előtt)
      - D5 Dénes, kalocsai érsek, (+1355)
      - D6 András, erdélyi vajda, Szatmár, Máramaros, Brassó, Sopron és Vas főispánja, Nápolyi László helytartója, (+1359); neje: Németi Erzsébet
        - E1 György1, Macsó bán, (+1393)
        - E2 *Katalin, (*1402); férje: Serkei Lóránd
          - F1 Anna, (*1402); férje: Tamási János (*1402)

        - E3 Imre, (1358-1386)

      - D7 Miklós, (+1377/1380); Zempléni főispán
        - E1 László, aradi főispán, (+1418)

      - D8 Pál, (+1378/1380), Beregi főispán
        - E1 László, (+1398. előtt); neje: Drugeth Paska
        - E2 Mihály, (+1417/1420); neje: Anna

  - B2 Gecse
    - C1 János
      - D1 László
      - D2 Egyed
      - D3 János
      - D4 István

  - B3 Gergely
    - C1 Barnabás
- A2 ismeretlen fiú
  - B1 Mátyás
    - C1 László

  - B2 Péter
    - C1 András